# 고모역 열차 추돌 사고
고모역 열차 추돌사고는 2003년 8월 8일에 대구광역시 수성구 사월동 보성아파트 인근의 경부선 철로에서 발생한 열차 추돌사고이다. 고모역 인근에서 발생하였기 때문에 흔히 고모역 열차 추돌사고로 불리고 있다. 방화와 업무 과실로 큰 사상자를 낸 대구 지하철 화재 참사가 발생 한 지 불과 6개월 만에 동일한 지역에서 역시 업무 과실로 발생하여 큰 충격을 준 사건이기도 하다. 또한 이 사고는 1981년 경산 열차 추돌 사고가 발생한 지점에서 불과 1.5km가량 밖에 떨어져 있지 않았다.

## 사건 경과
2003년 8월 8일 오전 7시 14분경에 부산 방향으로 달리던 김천발 부산행 무궁화호 제303열차가 고모역을 통과한 직후 사월동 보성아파트 인근의 경부선 서울 기점 337km지점에서 선로에 정차해 있는 동대구발 순천행 제2661 화물열차를 추돌하면서 발생한 사고이다. 이 사고로 인해 무궁화호 열차를 견인하던 기관차가 일부 파손되고 뒤에 견인된 발전차가 뒷쪽의 6호 객차와 충돌하면서 발전차가 6호 객차를 향해 5.3m가량 파고 들어가 6호 객차가 심각한 수준으로 파손되었다. 이 사고로 객차에 타고 있던 승객 가운데 6호 객차 입구 쪽에 앉아있던 2명이 숨지고 96명이 부상을 당했다. 부상자는 경북대학교병원과 대구시 성삼병원 등 8곳으로 옮겨져 치료를 받았으며, 이날 오후 1시 50분경에 사고 현장을 수습하고 사고 6시간 만에 경부선 하행열차의 운행을 전면 재개하였다.

## 업무 과실 여부
열차가 추돌한 이 구간은 2004년 4월에 KTX의 개통을 앞두고 기존선의 개량 공사를 진행하던 곳이라 자동 신호를 차단하는 대신 무전통신을 이용하여 운행하고 있기 때문에 철도청은 기관사의 과실 여부도 배제할 수 없다는 입장을 밝혔다. 실제로 철도청이 이 구간의 당시 상황을 조사 한 결과, 역과 역 사이의 폐색 구간에는 규정 상 한 열차만 운행할 수 있게 되어 있었지만 사고 당시에는 사고 차량인 제2661 화물열차와 무궁화호 제303열차를 포함해 제2003 화물열차까지 총 3개열차가 운행 중이었던 것으로 밝혀졌다. 또한 사고 당시의 고모역 운전취급 역무원은 실제로는 운전 취급 자격증 없이 무자격으로 근무하고 있었던 것도 드러났다. 특히 당시 운전취급자는 신호기를 사용하지 않으므로 신호를 무시하고 정상 속도로 오라는 뜻으로 "정상운행 하라"고 2661열차에 무전으로 통보했으나 2661열차 기관사는 이를 정상적으로 신호에 따라 운행하라는 뜻으로 받아들여 비정상적인 신호를 표출하고 있는 신호기의 신호에 따라 운행했다.
이후 2003년 8월 23일에 대구 수성경찰서는 고모역 역무원, 화물열차 기관사, 공사현장 책임감리원, 철도청 부산지방사무소 사령 등 4명의 구속 영장을 신청하고 무궁화호 기관사와 고모역장을 포함한 4명을 불구속 입건하였다. 2004년 1월 19일에 대구지방법원은 고모역 역무원, 화물열차 기관사, 철도청 부산지방사무소 사령에 대해 금고 2년, 공사현장 책임감리원과 무궁화호 기관사에 대해서는 금고 1년에 집행유예 2년, 고모역장에 대해서는 금고 1년 6개월을 선고하였다.

## 무궁화호 객차의 결함
이번 사고로 기관차와 발전차, 무궁화호 5, 6호 객차의 2량이 파손되었는데 그 중 6호 객차는 심각하게 파손되었고 뒤에 있던 5호 객차는 경미한 파손이 있었다. 이들 객차는 모두 2000년 이후에 디자인리미트에서 제작한 신형 차량으로 이번 사건을 조사하면서 2002년 상반기에 이미 감사원에 의해 제동장치의 결함 및 차체 강도 등 각종 기능에 문제가 있다는 지적을 받은 것이 드러났다. 우선 디자인리미트에서 납품받은 111량 모두 차체의 안정강도 검증을 받은 적이 사고 이전까지 한번도 없었으며, 이 가운데 절반에 이르는 54량이 차체를 분해해야 고칠 수 있는 수준의 제동장치 결함이 발견되었다. 이는 사고를 당한 무궁화호를 견인하던 기관차는 큰 문제가 발생하지 않은 데 비해 기관차의 바로 뒷부분에 연결되어 있었던 무궁화호 객차가 심하게 파손되고 사상자가 대량 발생하게 된 원인이기도 하였다. 또한 철도청의 일부 직원이 제작업체로부터 납품 기한 내에 객차를 납품받을 수 없게 되자 청이 보유중인 열차의 프레임을 제작업체가 제작한 샘플인 것처럼 꾸민 일도 감사원에 의해 적발되었다.

## 경산 열차 추돌사고와의 차이점
1981년에 발생한 경산 열차 추돌사고와는 대표적인 간선 철도 노선인 경부선에서 비슷한 지역에 사고가 발생했다는 점은 같지만, 구체적으로는 경산 사고는 상행 열차가 서로 충돌하여 사고가 발생하였으며, 고모역 사고는 하행 열차가 서로 충돌하여 발생하였다. 또한 경산 사고는 기관사가 제때 인근 역 또는 사령에 알리지 않은 것이 주 원인이 되어 발생한 사고였지만, 고모역 사고는 이와 반대로 역무원이 제때 기관사에게 미처 통보하지 않은 것이 주 원인이 되어 발생한 사고였다. 그리고 경산 열차 추돌사고는 퇴행하던 선행 열차의 뒷부분이 정상 운행 중이던 후속 열차의 앞에 충돌했으나, 고모역 열차 추돌사고는 정상 운행하던 후속 열차의 앞부분이 서행하던 선행 열차의 뒷부분에 충돌하였다.

## 같이 보기
- 1981년 경산 열차 추돌 사고
- 대구 지하철 화재 참사